# Liste der Biografien/Graj
Liste der Biografien |
Portal Biografien |
Personensuche
# |
A |
B |
C |
D |
E |
F |
G |
H |
I |
J |
K |
L |
M |
N |
O |
P |
Q |
R |
S |
T |
U |
V |
W |
X |
Y |
Z |
?
 
Ga |
Gb |
Gc |
Gd |
Ge |
Gf |
Gh |
Gi |
Gj |
Gk |
Gl |
Gm |
Gn |
Go |
Gp |
Gq |
Gr |
Gs |
Gu |
Gv |
Gw |
Gy |
Gz
 
Gra |
Grb–Grd |
Gre |
Grg |
Gri |
Grj |
Grk |
Grl |
Grm |
Gro |
Grs |
Gru |
Gry |
Grz
 
Graa |
Grab |
Grac |
Grad |
Grae |
Graf |
Grag |
Grah |
Grai |
Graj |
Grak |
Gral |
Gram |
Gran |
Grao |
Grap |
Grar |
Gras |
Grat |
Grau |
Grav |
Graw |
Gray |
Graz
Die Liste der Biografien führt alle Personen auf, die in der deutschsprachigen Wikipedia einen Artikel haben. Dieses ist eine Teilliste mit 15 Einträgen von Personen, deren Namen mit den Buchstaben „Graj“ beginnt.

## Graj

### Graja
- Grajales, César (* 1973), kolumbianischer Radrennfahrer
- Grajales, Mariana (1815–1893), kubanische FreiheitskämpferinMariana Grajales (1815–1893)

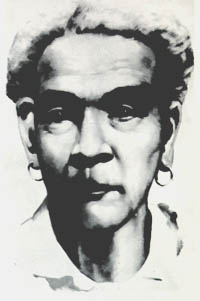
Mariana Grajales (1815–1893)

- Grajauskas, Gintaras (* 1966), litauischer Schriftsteller

### Grajd
- Grajdek, Kim (* 1991), deutsche Tennisspielerin

### Graje
- Graje, Juan, andalusischer Baumeister
- Grajeda, Wayne (1945–2020), US-amerikanischer Musiker und Produzent
- Grajek, Alfons (1927–1992), deutscher Politiker (CDU), Mitglied des Abgeordnetenhauses von Berlin
- Grajek, Marek, polnischer Kryptologe, Historiker und Autor
- Grajek, Sigrid (* 1963), deutsche Schauspielerin und Kabarettistin
- Grajer, Szama (1911–1942), polnisch-jüdischer Friseur
- Grajew, Mark Iossifowitsch (1922–2017), sowjetischer bzw. russischer Mathematiker
- Grajew, Oded (* 1944), brasilianischer Unternehmer
- Grajewski, Oliver (* 1968), deutscher Comiczeichner, bildender Künstler und Illustrator

### Grajf
- Grajf, Aleksander (* 1965), slowenischer Biathlet

### Graju
- Grajus, Jakob (1603–1686), deutscher evangelischer Theologe